# Atlético FC
Atlético Fútbol Club – kolumbijski klub piłkarski z siedzibą w mieście Cali, w dzielnicy Aguablanca, stąd często klub zwany jest Depor Aguablanca.

## Historia
Klub Depor założony został w 2005 roku w mieście Jamundí (w departamencie Valle del Cauca), gdzie początkowo znajdowała się jego siedziba. Mecze rozgrywano na miejscowym stadionie Estadio Cacique Jamundí. W 2009 roku klub z powodów finansowych przeniósł swą siedzibę do Cali.